# Anna Hamilton
Pour les articles homonymes, voir Hamilton.
Anna Hamilton, née le 22 mai 1864 à Fiesole en Italie et morte le 19 octobre 1935 dans le domaine de Bagatelle à Talence en France, est une médecin, directrice de la Maison de santé protestante de Bordeaux, disciple de Florence Nightingale, ayant participé à l'évolution du métier d'infirmière en France.

## Naissance et jeunesse
Anna Hamilton est la fille de Zulma Pilatte, sœur du pasteur Léon Pilatte, fondateur du journal L'Église libre, et d'un aristocrate anglais fortuné, Frederic Hamilton, apparenté à la famille royale, qui décident de s'établir en France, sur la Côte d'Azur. Ses parents connaissent des revers de fortune qui leur font négliger son éducation. À la lecture du livre de Florence Nightingale, Notes on Nursing, elle trouve sa vocation, soigner. Après une adolescence retirée et consacrée aux tâches domestiques, elle commence des études médicales à 23 ans.

## Études

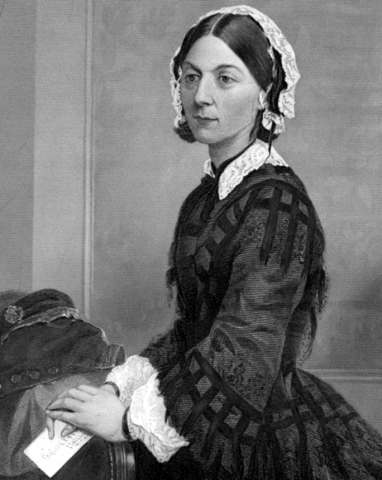
Florence Nightingale.

Elle devient la première étudiante, en novembre 1890, de la faculté de médecine de Marseille, où exerce son cousin le Dr Pilatte. En 1891, reçue première au concours de fin d'année, elle doit toutefois interrompre ses études, son père ne pouvant plus payer sa pension. En quête d'un emploi rémunéré, elle dirige quelques mois le dispensaire des enfants malades de Marseille, fondé par la comtesse Gilbert de Voisins. Puis elle part à Montpellier pour y achever ses études de médecine. Elle s'aperçoit que soigner et traiter sont deux actes complémentaires, mais pour parvenir à conjuguer les deux, il faut un personnel formé dans cette optique. C'est pour cette raison qu'elle choisit comme sujet de thèse Considérations sur les infirmières des hôpitaux.
En 1899, elle sensibilise à ses convictions le banquier Élisée Déandréis (1838-1904), sénateur de l'Hérault, administrateur des hôpitaux, qui accepte de financer le travail d'enquête nécessaire à sa thèse et à son édition. Elle se rend en Angleterre, en Suisse à Genève, Berne et Lausanne, puis en Italie à Gênes, enfin à Paris, où elle visite les services de l'Assistance publique, pour connaître la situation réelle dans les hôpitaux. Présente à Londres pour son enquête de thèse, elle assiste au premier Congrès international des garde-malades, organisé par l'International Council of Nurses (ICN), et mesure toute l'ampleur du mouvement né des conceptions de Florence Nightingale. Cette dernière élabore un système d'enseignement destiné aux jeunes femmes éduquées qui se vouent tant aux soins hospitaliers qu'aux soins à domicile. Cet enseignement est dispensé dans des hôpitaux écoles dirigés par des femmes. Florence Nightingale met l'accent sur l'importance des soins donnés par du personnel féminin formé, le nursing, pour consolider les traitements médicaux.
Anna Hamilton réalise alors, dans le cadre de sa thèse, un travail d'enquête sur la vie hospitalière et les pratiques soignantes. Elle soutient cette thèse en juin 1900. Elle y prône une organisation du travail hospitalier qui bouleverse l'habituel rapport hiérarchique entre les femmes et les hommes : de son point de vue, les femmes garde-malades doivent obtenir, pour soigner, une sphère d'autonomie indépendante de celle du médecin qui traite.
Sa thèse soulève des polémiques à un moment où ont lieu des débats passionnés sur la formation du personnel hospitalier. Sarah Monod, épouse du pasteur William Monod (1834-1916), aumônier des Diaconesses de Reuilly, écrit un article virulent en 1901, où elle émet des réserves sur le contenu de la thèse de médecine d'Anna Hamilton, l'accusant d'avoir critiqué l'institution des Diaconesses uniquement en raison de son caractère religieux.

## 1900-1914: Premières années à la Maison de santé protestante de Bordeaux

### La Maison de santé protestante de Bordeaux (MSPB)
En 1863, les différentes Églises protestantes de la ville de Bordeaux s'unissent pour fonder la Maison de santé protestante de Bordeaux (MSPB). Œuvre charitable privée, de petite dimension, elle se propose de « recevoir gratuitement les malades pauvres des deux sexes appartenant aux diverses églises protestantes de la localité ainsi que les marins étrangers des navires en rade ». Les marins sont en effet nombreux dans le port girondin (anglais, américains et scandinaves), et ceux d'entre eux qui sont protestants peuvent trouver sur place un établissement dans lequel ils peuvent parler anglais et trouver un accueil respectueux de leur appartenance confessionnelle. La Fondation MSPB est reconnue d’utilité publique en 1867. L'établissement se situe rue Cassignol, à Bordeaux.
Sa première directrice est une femme de pasteur, Mme Rau, puis en 1875 lui succède Mme Momméja, veuve de pasteur. En 1884, ayant besoin de personnel, Mme Momméja décide, avec l’aide de l’administration protestante, de fonder une petite école d’infirmières, sous l’égide de l’Association des dames françaises – société Croix-Rouge créée par le docteur Duchaussoy en 1876 et reconnue d’utilité publique en 1883. De 1890 à 1904, l’école délivre 118 diplômes.
Pressentie pour succéder à la directrice en activité, Anna Hamilton accepte de venir se familiariser avec la MSPB dès 1900, c’est-à-dire l’année même de sa soutenance. Elle approche de la quarantaine. Elle restera célibataire pour mieux se consacrer aux responsabilités qu’elle a choisies.

### 1901: Arrivée d'Anna Hamilton
Bordeaux a des antécédents protestants  et anglais qui perdurent. La colonie britannique, bien que numériquement faible à la fin du XIXe siècle, compte quand même un millier de citoyens qui se répartissent essentiellement en deux groupes : des domestiques anglais au service de grandes familles bordelaises et des membres aisés de maisons commerciales ou industrielles britanniques.
L’anglomanie donne à la société bordelaise protestante un cachet original. N’est-elle pas une des raisons du choix, au tournant du siècle, par les membres du conseil d’administration de la MSP, d’une directrice protestante d’origine anglaise comme Anna Hamilton ? Celle-ci, en introduisant à la MSPB les conceptions pédagogiques et réformatrices de Florence Nightingale, participe à la diffusion de la culture anglaise à Bordeaux. Anna, forte de ses acquis théoriques, cherche de son côté un terrain d’application et l’endroit est idéal pour une protestante convaincue et de surcroît anglophile.
À son arrivée, Hamilton n’a pas de cheftaines qualifiées pour exercer les charges d’encadrement ni pour remplir aucun des postes à responsabilité qu’elle veut créer. Elle doit faire appel à des « nurses » étrangères. Elle utilise le réseau qu’elle a mis en place au cours de son travail de thèse : elle recrute la « nurse » Wiener, sœur de la Croix-Blanche de Hollande et les « nurses » Linroth et de Holten, sœurs de la Croix-Rouge de Suède. Enfin, en 1903, elle dispose d’une collaboratrice très qualifiée en la personne de Miss Catherine Elston, « nurse » diplômée du London Hospital, où siège désormais la meilleure école d’Angleterre. Sage-femme diplômée, ex-sous-directrice du Popular Hospital de Londres, Elston fait office de surveillante-enseignante à la MSPB, tant que l’école n’a pas produit les diplômées qualifiées et capables d’encadrer à leur tour les stagiaires.
Le docteur Hamilton se prépare à réformer, elle sait qu’elle va devoir affronter Mme Momméja, personnalité féminine respectée du milieu protestant de Bordeaux. Pendant les mois qui séparent l’arrivée d’Anna Hamilton (nommée officiellement médecin résident) de la démission de Mme Momméja (novembre 1901), suivie de la nomination officielle d’Anna comme directrice de la MSPB, les rapports entre les deux femmes se tendent. Anna Hamilton a obtenu la direction de la section hospitalière avec entière autorité sur les élèves infirmières.
Réformer l’école est sa mission première. Elle passe immédiatement à l’acte afin d’avoir des résultats concrets à montrer. C’est, comme cela a déjà été signalé, une façon personnelle de participer à la discussion nationale sur la profession infirmière.
Anna Hamilton, après la retraite de Mme Momméja, cumule les fonctions de directrice de l’école et de directrice de l’hôpital. Elle a toute liberté pour adapter la MSPB aux normes de l’hygiène pasteurienne. Elle impose l’assainissement généralisé des locaux ; le remaniement de la circulation des personnes, des denrées et des biens ; l’agrandissement des locaux ; la rénovation de l’éclairage, de l’aération, de la ventilation, de la stérilisation (autoclave), des équipements (eau, gaz, éclairage), des sanitaires, de la buanderie, de la cuisine, ainsi que la modernisation de l’accueil des malades, etc. Elle rationalise la gestion de l’administration. Parallèlement, en ouvrant la porte de son établissement aux spécialités médicales nouvelles, Anna Hamilton fait entrer les progrès scientifiques et médicaux à la MSPB : cela garantit à ses élèves un enseignement et des expériences à la pointe des progrès de la science médicale contemporaine.

### Développement de la MSPB
Son école se développe rapidement. Les élèves « nurses » sont exclusivement des filles. Dès 1902, le conseil d’administration de la MSPB supprime le personnel masculin dans les salles d’hommes. Les élèves y assurent soins et ordre. Cette disposition est très nouvelle, y compris par rapport aux autres établissements protestants.
Les élèves  sont internes pendant deux ans. Elles disposent d’une chambre individuelle ainsi que d’un salon collectif agrémenté d’une bibliothèque professionnelle. Le niveau éthique, social et scolaire du recrutement, qui a tant d’importance en Angleterre, est fixé : Anna Hamilton pose comme principe de recruter des candidates éduquées, faute de quoi elle bâtirait sur du sable. Plus on avance dans le temps, plus les études des filles sont sanctionnées par des titres et des diplômes qui ne laissent subsister aucune ambiguïté quant à leur formation initiale.
C’est donc dans ce milieu de filles diplômées que va puiser l’école, c’est-à-dire au sein de la bourgeoisie moyenne et supérieure. La pension est de 90 francs par mois ; mais le conseil d’administration de la MSPB accorde des bourses aux rares jeunes filles ou jeunes femmes sélectionnées bien qu’impécunieuses. Au début, Hamilton ne prend à l’internat que des protestantes qu’elle considère plus instruites que leurs consœurs catholiques qui étaient externes. Elle introduit le principe de la laïcité : les candidates doivent présenter des garanties sérieuses de morale, quelle que soit leur religion, qu’elles soient pratiquantes ou non. Celles qui le souhaitent peuvent fréquenter leur Église. Ce point est capital car c’est un personnel laïque qui va sortir de la MSP. Tout en maintenant son niveau d’exigence, la protestante Anna Hamilton entend participer au mouvement de laïcisation des hôpitaux français.

### 1906: Une revue professionnelle,La Garde-malade hospitalière
Hamilton, entourée de femmes de confiance, fonde une revue professionnelle: La Garde-Malade hospitalière, organe des écoles de gardes-malades, système Florence-Nightingale. Le Comité de rédaction est composé de Mlle Elston (directrice de l’École des gardes-malades de l’Hôpital civil du Tondu à Bordeaux, vice-présidente du Conseil national français des directrices d’hôpitaux), Mlle Gachon (membre du Conseil national français des directrices d’hôpitaux), Mlle Hamilton (directrice de la Maison de santé protestante et de l’École hospitalière de gardes-malades de Bordeaux, vice-présidente honoraire pour la France du Conseil international des Nurses), Mlle Nectoux (membre du Conseil national français des directrices d’hôpitaux) et Mlle Siegrist (directrice de l’École départementale d’accouchement de la Gironde, secrétaire du Conseil national français des directrices d’hôpitaux). Quant aux conseillers on trouve le Dr Lande (commandeur de la Légion d’honneur, membre du Conseil supérieur de l’assistance publique de France, vice-président des Hospices civils de Bordeaux, administrateur délégué de l’hôpital du Tondu) et le Dr Regnault (ancien interne des hôpitaux de Paris). La rédaction et l’administration sont situées au 96 bis, rue Laroche, Bordeaux. La Garde-Malade hospitalière naît en 1906 et cesse de paraitre en juillet 1914 à cause de la guerre.
De 1922 à 1925, elle est suivie par un autre bulletin, La Dame à la lampe, qui est remplacé par le Bulletin trimestriel de l’École Florence-Nightingale de janvier 1928 à octobre 1932. Enfin Bagatelle, Bulletin de l’École Florence-Nightingale et de l’association de ses anciennes élèves, paraît de janvier 1933 à la Seconde Guerre Mondiale.
Pour éviter tout malentendu sur la filiation de cette publication, elle lui donne deux sous-titres significatifs. Premièrement: La Neurse [sic] française, et, deuxièmement: Organe des écoles de gardes-malades, système Florence Nightingale. On peut supposer que si le néologisme « nurse » était passé facilement dans la langue française, Hamilton l’aurait préféré à garde-malade, mais, manifestement, le milieu n’était mûr ni pour le concept ni pour son équivalent linguistique. Elle se réfère donc explicitement au « système Florence-Nightingale ». Contrairement au Bulletin de l’Assistance publique, La Garde-Malade hospitalière, revue mensuelle de qualité est totalement aux mains des femmes concernées; c’est la première revue professionnelle française de nursing. Elle est tirée à mille exemplaires et est envoyée sous forme d’abonnements dans quelques pays étrangers (Angleterre, Espagne, États-Unis, Grèce, Hollande, Italie, Madagascar, Suède et Suisse, Japon).
« Nous voulons être les apôtres de la garde-malade; les défenseurs de ses intérêts ... professionnel et social [...] », écrit Hamilton dans les premières lignes de sa profession de foi dans le premier numéro du journal. Ce qu’elle veut dire, c’est que la formation de la MSPB débouche sur une profession, avec tous les avantages sociaux y afférents dont le tout premier est un salaire respectable. L’exigence d’une rémunération est la clef de la reconnaissance sociale du travail effectué. La page du bénévolat est tournée à la MSPB. Ce travail est difficile et exigeant; il implique que les gardes-malades, célibataires et spécifiquement formées, s’investissent corps et âme.
Anna Hamilton décide également de créer une association professionnelle: le Conseil national français des directrices d’hôpitaux. Son but est que les diplômes professionnels acquis à la MSPB ouvrent, pour les femmes « de caractère »  qui en sont titulaires, les portes de postes de direction et de bons salaires. Nous sommes très loin des conceptions plébéiennes parisiennes: avec son école, sa revue et son association, Hamilton inscrit au contraire ses pas dans ceux des Britanniques Florence Nightingale et Ethel Fenwick.

### Rayonnements national et international

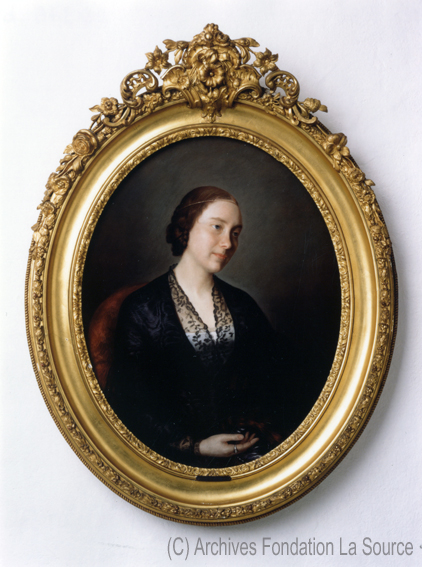
Valérie de Gasparin.

Très vite, le travail d'Anna Hamilton est connu. Il est apprécié par le Docteur Charles Krafft qui dirige l'école d'infirmière de la Source, à Lausanne, fondée par Valérie de Gasparin, ainsi que par le Docteur Paul-Louis Lande (1846-1910), maire de Bordeaux en 1900, représentant des syndicats médicaux au Conseil supérieur de l'Assistance publique. Ce dernier ouvre une école municipale à l'hôpital du Tondu sur le modèle de celle de la MSPB en décembre 1903.
En 1904, Anna Hamilton est l'une des deux seules femmes acceptées comme membres assesseurs de l'Association protestante pour l'étude pratique des questions sociales (APEQS), première manifestation française de ce qui devait devenir le christianisme social, l'autre femme étant Julie Siegfried. Elle contribue activement à une meilleure reconnaissance du statut des femmes dans la société française; La Garde-malade hospitalière se qualifie d'ailleurs de féministe. Une école, anti-modèle des conceptions d'Anna Hamilton, ouvre à l'instigation de l'Assistance publique de Paris en octobre 1907, l'École de la Salpêtrière, dirigée par Madame Jacques, diplômée d'une école de sages-femmes, et ayant le grade de surveillante générale.
Le Congrès international des nurses (ICN), qui se tient à Paris, du 18 juin 1907 au 20 juin 1907, rassemble 300 femmes. Seules les Françaises y délèguent quelques hommes, des médecins et des administrateurs. C'est l'occasion de reposer la question du personnel soignant et de visiter les réalisations existantes, celles de  Léonie Chaptal et de Gabrielle Alphen-Salvador.

### 1908: Une garde-malade visiteuse
Une des réalisations pionnières de la MSP, sous la direction d’Anna Hamilton, est la mise en place d’un service de gardes-malades visiteuses, grâce à un don de son cousin, le commandant Pilatte. C’est Mlle Amory, diplômée en 1907, qui prend la responsabilité de ce service. Cet accomplissement la rapproche encore plus du modèle anglais, puisqu'une expérience similaire avait été développée à Liverpool. À Bordeaux, des gardes-malades diplômées se rendent à domicile pour soigner des malades alités qui ont été suivis dans les services hospitaliers de la MSPB ou qui ont été signalés par des bureaux de bienfaisance de la ville.
Un an après la création du premier service de gardes-malades visiteuses en France, qui débute en 1908, 2543 visites sont comptabilisées. Elles présentent toutes les caractéristiques du visiting nursing anglais. La garde-malade visiteuse ne fait pas de prosélytisme: ni religieux ni idéologique; elle dispense des soins médicaux d’urgence ou soulage les malades chroniques; elle donne des conseils pratiques sur la façon de se soigner, sur la préparation et l’application saine et équilibrée des traitements, sur les précautions à prendre. Elle est aussi appelée à observer et à donner son avis sur l’environnement des patients, l’hygiène des maisons et la tenue du ménage, sur la propreté corporelle, la nourriture, l’éducation et la scolarité des enfants, etc. La garde-malade visiteuse fait une analyse de la situation sociale de la famille et joue auprès de celle-ci un rôle de soutien pédagogique. Elle oriente les malades vers les médecins et les institutions sanitaires ou sociales de secours. Éventuellement, elle signale la famille à une société de bienfaisance ou à une association caritative. La garde-malade visiteuse de Bordeaux touche une rémunération pour ce travail qualifié; elle ne travaille pas la nuit; elle perçoit 50 francs par mois et dispose d’une chambre à la MSPB. Ses frais de nourriture et de transports sont pris en charge.

### Laïcisation hospitalière
À Bordeaux, le pouvoir médical ne découle pas d’une longue tradition universitaire : la ville, d’abord dotée d’une simple école pratique de médecine, ne devient le siège d’une faculté de médecine qu’en 1878. Lande, médecin républicain réformateur, est saisi, en 1903, par la circulaire nationale du ministre Émile Combes sur le « relèvement » (comprendre la laïcisation) du personnel infirmier. Il est incité, comme tous les maires de France, à former du personnel afin de « relever » les religieuses dans les hôpitaux de son secteur. Administrateur des Hospices civils de Bordeaux, il se familiarise avec le fonctionnement de l’école de la MSPB au cours de nombreuses visites guidées et conduites par Anna Hamilton. Persuadé de la valeur de ce système, il en devient l’ardent défendeur. Souhaitant laïciser l’hôpital Saint-André, et convaincu du bien-fondé des doctrines de la docteure Hamilton, il y ouvre une école municipale selon les principes de la MSPB. Cette école accueille des laïques et des religieuses. Elle est dirigée par Miss Elston, ex-cheftaine de la MSPB; huit autres diplômées de la MSPB, dont quatre au titre de cheftaines, assurent l’encadrement. Très rapidement, des conflits les opposent aux religieuses, à tel point que Lande doit abandonner son projet et transférer son école à l’hôpital du Tondu, qui vient d’être construit (1904) et qui n’a pas de personnel soignant (cette solution permet aux religieuses de Saint-Vincent-de-Paul et de Nevers de se maintenir à Saint-André). Les promotions de l’école municipale du Tondu sont de 80 à 100 élèves, ce qui est considérable.
L’école municipale de Bordeaux sert de modèle aux maires de France qui veulent laïciser les institutions hospitalières de leur ville. Le Tondu devient la vitrine d’une expérience réussie de laïcisation. D’ailleurs, nombre de ses élèves participeront au processus de laïcisation dans d’autres hôpitaux français. Une certaine exemplarité dans le domaine social est reconnue à Bordeaux. En témoignent les nombreuses rencontres sociales qui y ont été organisées dans la période : 1893, IIe Congrès national d’éducation physique; en 1895, Congrès national d’assistance publique et de bienfaisance privée (à la suite de la discussion, qui fut orageuse car les idées de la docteure Hamilton furent combattues, le Congrès vint visiter l’école et cette leçon de choses fut apparemment plus convaincante que les débats) ; enfin, en 1907, Congrès d’économie sociale.
Le docteur Lande, soutien des innovations sociales, est un allié de premier choix pour sa consœur, directrice de la MSPB. Ses charges et ses fonctions dans le monde médical et gouvernemental lui permettent de faire connaître les idées de la docteure Anna Hamilton: il est membre du Conseil supérieur de l’assistance publique, vice-président et administrateur des Hospices civils de Bordeaux, président de l’Union des syndicats médicaux de France et président de l’Association des médecins de France. Il collabore au Progrès médical. Jusqu’en 1912, date de son décès, Lande défend très bien son école de gardes-malades du Tondu. Par la suite, il faut toute la volonté et toute la fermeté d’un Bordelais protestant et républicain, Charles Cazalet , membre du conseil d’administration de la MSPB, habilement nommé administrateur de l’hôpital du Tondu, pour faire perdurer l’école municipale de gardes-malades. C'est un négociant en vins bordelais, protestant, républicain et adjoint du maire de Bordeaux qu'est Paul-Louis Lande. Avec son épouse, Alice Hauchecorne (1860-1929), Charles Cazalet est à l'initiative d'œuvres sociales, de crèches et de la Société bordelaise des habitations à bon marché. Président fondateur d'une société de gymnastique locale, il devient président de la Fédération internationale de gymnastique. Il fait partie du conseil d'administration de la MSPB et soutient les positions d'Anna Hamilton.
Les élèves des deux écoles bordelaises, profitant du mouvement de laïcisation recommandé par les préfets, partent pour réorganiser les hôpitaux français, comme le faisaient, à leur manière, les élèves de Florence Nightingale en Angleterre. Ces jeunes femmes laïques sont effectivement préparées pour exercer leur profession en dehors de Bordeaux et pour assurer la direction d’opérations de laïcisation. Hamilton se situe complètement dans la ligne républicaine qui est de remplacer les sœurs congréganistes, mais elle le fait avec une conception des soins beaucoup plus noble et beaucoup plus professionnelle que beaucoup de confrères et elle lutte pour que le modèle de l’infirmière républicaine de l’Assistance publique de Paris ne se généralise pas à l’occasion de ce mouvement.
La tâche est donc rude pour ces « vaillantes » directrices. Dans La Garde-Malade hospitalière de mars 1908 Anna Hamilton écrit que "L'organisation administrative des hôpitaux crée aussi des difficultés car ces établissements sont placés sous l'autorité d'un groupe de cinq à neuf hommes ne possédant parfois aucune compétence dans la question {des soins infirmiers} et subissant toutes les fluctuations politiques, de sorte que, selon le parti qui vient au pouvoir par les élections municipales, l'hôpital sera administré par les cléricaux ou par les républicains {…}. Les directrices d'hôpitaux se trouvent donc dans une situation fort complexe et entourées d'employés qui voient avec déplaisir une femme occuper ce poste important, les uns par anti-féminisme, les autres parce qu'une femme honnête surveillant et voyant tout est souvent gênante {…}. Il faut donc à nos diplômées beaucoup de vaillance pour lutter envers et contre tout, beaucoup de tact et de prudence pour remplir le rôle souvent ingrat de directrice, assumer les responsabilités et être plus souvent à la peine qu'à l'honneur. Les malades sont toujours conquis les premiers car les bons soins qu'ils reçoivent sont les plus éloquents des arguments en faveur des laïques".
Pendant la décennie qui précède la Première Guerre mondiale, les diplômées de la docteure Hamilton et de l'école du Tondu vont essaimer en France. Si, à Paris, la situation est bloquée par l'Assistance publique, de nombreuses occasions leur sont offertes en province, lesquelles incitent la docteure Hamilton à continuer la lutte pour son idéal de qualification infirmière. À Béziers, en 1905, une école est ouverte sur le même modèle que celle de Bordeaux. Autre exemple: l'hôpital civil d'Elbeuf est laïcisé  en 1907 : Mlles Gonthier et Briggs, diplômées de l'école des gardes-malades de l'hôpital du Tondu deviennent, respectivement, directrice et cheftaine de cet établissement. Elles travaillent de concert à la laïcisation, laquelle a été précédée par la visite des écoles bordelaises par le maire d'Elbeuf (qui est médecin). En 1907, Mlle Germann, diplômée du Tondu, est nommée directrice de l'hôpital civil de Montbéliard où Mlles Thores, Terrade et Koenig sont enregistrées comme cheftaines, et Mlle Leimbacher comme sous-cheftaine. On retrouve des gardes-malades hospitalières à Alès, Albi, Amiens, Bordeaux, Castelnau-du-Médoc, Cambrai, Constantine, Dijon, Issoire, Lorient, Pau, Pauillac, Tunis, Saint-Quentin…

## La Guerre de 1914-1918

### Hôpital auxiliaire militaireno2
La guerre bouleverse la vie quotidienne de l'œuvre qui, tout en accueillant toujours des malades, devient l'hôpital auxiliaire no 2, dont Anna Hamilton décrit l'intense activité : "Entre 1914-1919, la Maison de Santé devient l'Hôpital Auxiliaire no 2, qui accueille les grands blessés : 1 146 blessés y sont soignés. Ouvert le 5 août 1914, l'Hôpital Auxiliaire no 2 s'est fermé le 10 janvier 1919". Il a donc fonctionné 1 620 jours, et a fourni 55 739 journées d'hospitalisation."
Les garde-malades demandent, dès les premiers jours de la guerre, de céder leurs chambres aux blessés, ce qui est rendu possible grâce à des maisons amies qui offrent de les loger. L'asile voisin du Relèvement moral, provisoirement fermé, offre ses locaux, et l'"Hôpital de Plaisance", à Macau, devient aussi une annexe de l'hôpital auxiliaire no 2. Le professeur Demons fait la visite et opère tous les matins, tandis que le docteur Lacouture opère et voit les blessés l'après-midi. Monsieur H. Cruse, président, et Monsieur E. Faure, secrétaire, qui devient plus tard administrateur-délégué, se voient mobilisés à l'hôpital auxiliaire jusqu'à la fin de la guerre. Après le départ pour le front du docteur Lacouture, appel est fait au docteur Rabère, qui vient seconder le professeur Demons. Deux cent quatre-vingt-dix-sept opérations sont pratiquées à l'hôpital auxiliaire no 2. L'anesthésie générale est assurée par le personnel soignant, car les étudiants ont tous été mobilisés. Malgré la présence des militaires depuis août 1914 jusqu'à janvier 1919, le service des civils atteint le nombre de 44 197 journées d'hospitalisation.
De nombreuses dames ayant offert leur aide pour la préparation du linge et des bandages pour le service des militaires, il y a "réunion de travail" depuis 9 heures du matin jusqu'à 7 heures du soir. Une soixantaine de dames passent leur journée à l'hôpital.
Un extrait du journal du docteur Hamilton nous donne une vision très caustique de la Maison de Santé protestante transformée en hôpital militaire dépendant de la Société de secours aux blessés militaires. La Maison est envahie par soixante dames dès les premiers jours, mais une seule reste trois ans. Ces dames ignorent le personnel de l'œuvre et sa directrice. À la suite de quelques incidents, comme le lavage à la potasse de murs qu'il faut ensuite repeindre, le Conseil d'administration soutient la directrice. Il menace le président de la Société de secours aux blessés militaires, le vicomte de Pelleport-Burète, que les protestants bordelais ne donnent plus d'argent à la Croix-Rouge. Finalement, neuf garde-malades soigneront les blessés sous la direction du docteur Anna Hamilton et de Mademoiselle Mignot, sous-directrice. Ainsi, Anna Hamilton en tant que médecin responsable de cette unité de soins, doit recevoir personnellement, accueillir, donner les premiers soins aux blessés, nuit et jour, pendant quatre ans. Anna Hamilton met en cause dans le texte mentionné la neutralité de la Croix-Rouge. L'aumônier, un père jésuite, le père Desjardin, essaye d'obliger les blessés à se rendre à la messe, à se confesser. Quant aux pasteurs, ils n'ont pas voulu faire de culte à la Maison de Santé protestante pendant la guerre.
Mais de quoi cette formation auxiliaire a-t-elle vécu ? La Maison de Santé a apporté sa contribution en prêtant son local, son personnel, en subissant l'usure des locaux, et en prenant à sa charge une large part des frais généraux. Les dons en nature sont nombreux et ne peuvent s'évaluer : linge, appareils, livres, fournitures diverses pour distraire les blessés. Le docteur Anna Hamilton a calculé que le coût moyen de la journée d'un militaire est de 3,50 F. Cette somme se décompose ainsi : la nourriture revient à 2,312 F par jour ; les pansements, les instruments et la pharmacie coûtent 0,492 F par jour ; les frais d'entretien de la lingerie et le blanchissage s'élèvent à 0,254 F par jour, enfin les dépenses d'administration sont chaque jour de 0,452 F. Ces frais sont remboursés à la Maison de Santé protestante comme suit : 2,132 F par jour sont payés par l'État, 1,277 F par jour sur les fonds du comité de patronage, 0,101 F par jour sur les fonds de la Croix-Rouge.

### Legs de Bagatelle
C'est une période charnière pour l'œuvre de la Maison de Santé protestante : elle reçoit le legs d'une grande propriété pour construire de nouveaux bâtiments afin d'accroître ses activités. L'œuvre reçoit le legs d'une protestante bordelaise, Mademoiselle Bosc, en décembre 1914. Il s'agit d'une grande propriété près de Bordeaux : Bagatelle. La propriété est remise aux mains du Conseil d'administration de l'œuvre le 1er février 1916 par Monsieur Jean Bosc et Mademoiselle Cécile de Freycinet, exécuteurs testamentaires de leur tante, Mademoiselle Elisabeth Bosc. Elle est la fille de Félix Bosc et de son épouse, Mlle de Bellecombe. Elle a une sœur aînée, Laure Bosc, qui épouse M. Freycinet, et un jeune frère, Charles Bosc, qui épouse sa cousine, Mlle Marie Bosc.

« Anna Hamilton, toujours très pratique, utilise le domaine de Bagatelle au mieux en cette période de guerre : La directrice fut chargée de son exploitation et la propriété d'agrément, Bagatelle, devint propriété de rapport : l'herbe poussa dans les allées et on planta des pommes de terre dans les pelouses ; les corbeilles de fleurs disparurent et la serre devint une lapinière... Pendant ces quarante-sept mois, la ferme de Bagatelle a fourni à la Maison de Santé 15 111 œufs, 386 poules, poulets ou canards et 376 lapins. Avec les débris de l'établissement, nous avons engraissé 16 porcs, qu'il a été plus avantageux de vendre, vu le prix élevé qui en était offert. Je vous ferai grâce de la statistique des légumes et des fruits, qui allongerait considérablement ce rapport, car il faut bien savoir que tout ce qui vient de Bagatelle est soigneusement compté et évalué au prix du Marché des Capucins, et qu'une comptabilité des plus soignées permet de juger du rapport du domaine de mois en mois, de février 1916 à décembre 1919. Pendant ces quarante-sept mois d'exploitation, nous avons obtenu les résultats suivants : 
- Vente de produits : 10 136 fr ;
- Location de la maison : 12 600 fr ; 
- Évaluation des produits consommés : 27 192 fr.
Soit un rapport total de : 49 928 fr Les frais d'exploitation s'étant élevé à 24 126 fr, le Domaine de Bagatelle a rapporté à la Maison de Santé un bénéfice de 25 802 fr". Anna Hamilton peut être fière des résultats matériels qui ont fourni une meilleure alimentation aux soldats et aux malades, tandis que l'œuvre est bénéficiaire de cette exploitation quasi agricole du domaine. »

— Évelyne Diebolt, La Maison de Santé protestante de Bordeaux (1863-1934), Vers une conception novatrice des soins et de l'hôpital, préface de Jacques Ellul, Toulouse, éditions Érès, 1990.
Rappelons que Bordeaux devient pendant quelques mois le siège du gouvernement français face à la menace allemande sur Paris. En outre, ce port accueille en 1917 une partie du corps expéditionnaire américain, ainsi que le personnel sanitaire américain qui l'accompagne. Ces circonstances donnent l'occasion de visiter la Maison de Santé protestante à des personnalités du monde politique et du monde médico-social, en particulier américaines et anglaises.

### Vente du domaine de Bagatelle
Au-delà de l'usage agricole en temps de guerre, que faire du domaine de Bagatelle ? Anna Hamilton avait promis à Mademoiselle Bosc que ce don servirait à l'édification d'un nouvel hôpital-école. Certains membres du Conseil d'administration, au contraire, sont d'avis de construire sur un terrain bon marché la nouvelle Maison de Santé, avec le prix de la vente de Bagatelle. Deux cent cinquante-mille francs sont offerts par plusieurs acheteurs. En 1917, la directrice s'engage, face à son Conseil d'administration, à trouver en six mois les fonds pour effectuer ce transfert. Or, la période de la guerre est marquée par l'arrivée d'infirmières anglaises et américaines. Anna Hamilton et ces nurses se connaissent de vue dans les congrès, elles vont pouvoir s'apprécier mutuellement sur le terrain. C'est vers elles qu'Anna Hamilton se tourne pour trouver les ressources financières dont elle a tant besoin. Miss Grace Ellison met en rapport l'administration de la Maison de Santé avec le comité de la Croix-Rouge française de Londres. Pour recevoir une aide du comité de la Croix-rouge française de Londres, l'administration de la Maison de Santé doit se mettre en rapport avec la famille Nightingale. Elle lui demande l'autorisation de donner comme nom à son école de garde-malades celui d'école Florence Nightingale. La famille Nightingale accorde cette autorisation en 1918.
Après examen, le comité de la Croix-Rouge française de Londres ne retient pas le projet de financement d'un hôpital-école. Peut-être la cause de cet échec doit-elle être attribuée à la décision du Conseil de ne porter aucune modification ni au titre de la Maison ni aux statuts. En effet, changer le nom de l'établissement eût entraîné une nouvelle demande d'utilité publique qu'il possédait depuis 1867, ainsi que l'adoption de nouveaux statuts. La Maison eût ainsi perdu les privilèges qu'elle possédait grâce à son ancienneté, et fût tombée sous le coup de nouvelles lois infiniment moins avantageuses. Pourtant, grâce à ce projet de financement par la Croix-Rouge, le Conseil d'administration accepte de différer la vente du domaine une fois de plus.
En 1918, la Croix-Rouge américaine vient organiser à Bordeaux un service de sauvetage de l'enfance ; médecins et nurses arrivent ensemble pour mener à bien cette œuvre importante, dotés de fonds substantiels. À ce moment également, la Fondation Rockefeller commence de son côté des démarches pour développer la lutte anti-tuberculeuse en France. Le docteur Ladd et Miss Evelyn Walker, chargés par la Croix-Rouge américaine de la zone sud-ouest de la France, créent à Bordeaux l'association des nurses visiteuses d'enfants. Miss Walker entre immédiatement en relations avec l'école Nightingale et enrôle des garde-malades de cette école pour son association, qui fonctionne de 1918 à 1920, et est laissée à la charge de l'école Florence Nightingale ensuite. N'ayant  pas  d'archives  de  cette  association, nous ne connaissons ses activités que par quelques échos parus dans le bulletin La Dame à la Lampe : un cours de puériculture est établi à l'école pratique de commerce et d'industrie, cours essentiellement pratique, donnant aux fillettes un enseignement presque manuel.
Après le départ de Miss Walker, en 1920, ce cours est assuré par Mademoiselle Hélène Mignot, qui était allée, en 1918, faire un stage spécial de formation sociale à Paris, sous les auspices de la Croix-Rouge américaine. Tous les services de cette association sont confiés à la Maison de Santé protestante en 1920. Ainsi, le siège social de l'association, 27, rue Elie-Gintrac, est transféré de ce local qui est repris par la mairie, au bureau des garde-malades visiteuses, construit par la Croix-Rouge américaine dans le jardin de la maternité de la Maison de Santé protestante. Les activités de cette association se sont-elles arrêtées peu à peu après son transfert, ou bien ont-elles persisté dans le cadre de la Maison de Santé protestante ? Cette dernière éventualité semble la plus probable. Une conséquence indirecte de cette intervention américaine va être une partie de la construction d'une œuvre plus moderne et plus grande. En effet, le docteur Ladd et Miss Walker se lient d'amitié avec Anna Hamilton et partagent ses préoccupations quant à la vente du domaine de Bagatelle. Ils lui proposent de tenter de chercher des fonds aux États-Unis.

### 1918: Voyage d’Anna Hamilton aux États-Unis
Quinze jours après cette proposition, le 17 décembre 1918, Anna Hamilton s'embarque de Bordeaux sur le "Niagara", encore tout camouflé. Ce voyage, entrepris pour trouver des fonds pour construire l'hôpital, permet à Anna Hamilton d'étendre le champ de ses relations et de se rendre compte de ce que son travail est bien connu outre-Atlantique. Elle est reçue à l'hôpital presbytérien de New-York, où Miss Maxwell, la directrice, l'accueille. Dès le 30 décembre 1918, elle rencontre Miss Delano, directrice des nurses de la Croix-Rouge américaine, peu avant une tournée que celle-ci avait prévu d'effectuer en France et au cours de laquelle elle décédera.
Le 7 janvier 1919, Anna Hamilton a rendez-vous avec le révérend Charles Mac Farland, président du Comité de secours pour les protestants en France et en Belgique (committee for Christian relief in France and Belgium), dont le siège en France est situé 102, boulevard Arago. Le 17 janvier, elle tient une conférence devant les trois comités directeurs des groupements professionnels des nurses américaines. Les membres de ces comités décident d'agir immédiatement et d'envoyer un appel à toutes les nurses américaines par l'intermédiaire de la presse professionnelle. Anna Hamilton désire rencontrer Mrs John Steward Kennedy, qui se tient informée de ce que fait la Maison de Santé protestante. Mais cette dame a 80 ans, est fatiguée, et ne peut la recevoir. Miss Ruth Morgan, membre du comité supérieur de la Croix-Rouge américaine, l'invite au Colony club, club féminin créé en 1912 par Miss Anne Morgan, mais cette visite reste sans suite. Elle rencontre le docteur Richard Cabot, ancien médecin chef de l'hôpital militaire américain de Talence, qui l'aide en parlant à ses amis des difficultés financières de la Maison de Santé protestante. Madame de Chambrun-Gesner, une amie d'une des sœurs d'Anna Hamilton, l'invite dans sa propriété du New Jersey, à Ridgewood. Elle a entendu parler de l'œuvre de la Maison de Santé protestante et veut l'aider. Elle essaye de créer un comité de soutien avec le professeur Parker, le professeur Weeks, Miss Nutting, Miss Maxwell, et des personnalités de Boston. Avant son départ, Miss Nutting l'invite à un déjeuner à l'université de Columbia. Anna Hamilton rentre en France rassurée par cette mobilisation des nurses américaines pour l'aider.
Après une absence de trois mois et demi, la voyageuse revient avec une série de projets d'aides qui lui permettent de faire repousser encore une fois l'échéance de la vente du domaine. Mais aucun projet d'aide ne se concrétise.

### 1919: rachat du domaine Bagatelle par la famille Seltzer
En 1919, Monsieur Edouard Seltzer, un protestant français, exploitant un vaste domaine agricole en Algérie, dont deux filles, Madeleine et Eveline, ont été élèves de la Maison de Santé protestante, apprend d'elles le désespoir d'Anna Hamilton. Vivement ému, il décide de donner deux cent cinquante mille francs pour conserver le domaine de Bagatelle à la Maison de Santé protestante, en souvenir de ses deux fils morts pendant la guerre. Monsieur Seltzer spécifie que ces fonds doivent servir à construire un hôpital. Mais il reste à trouver des fonds complémentaires pour construire cette nouvelle institution sur le terrain de Bagatelle.
La Maison de Santé protestante de Bordeaux et son personnel ont participé à l'effort de guerre. Quand la guerre s'achève, diverses possibilités s'offrent à la MSPB. En particulier, quitter les locaux anciens et exigus de la rue Cassignol pour de nouveaux locaux. Mais il faut trouver le financement de la construction d'un hôpital-école moderne. Les relations amicales et professionnelles avec les nurses étrangères qu'Anna Hamilton a consolidées pendant la guerre vont-elles lui permettre de concrétiser ces aspirations ? 

### Un nouveau don:L'American Nurses Memorial
En 1919, du côté américain, il a été décidé de demander à toutes les nurses de souscrire pour le monument qui doit être élevé à la mémoire de celles qui ont succombé en France pendant la guerre. Les nurses du comité chargé d'édifier ce monument ont l'idée d'affecter la somme récoltée pour ériger un monument commémoratif à un don à leurs amies françaises : la construction d'un internat pour l'école Florence Nightingale sur le terrain du domaine de Bagatelle.
En décembre 1919, le Comité d'union nationale des trois grandes associations de nurses (American Nurses Association, National Organisation of Public Health, National League of Nursing Education) envoie une circulaire appelant à une souscription. Vingt mille exemplaires de l'appel sont adressés à toutes les nurses des États-Unis. L'American Journal of Nursing s'offre pour être l'organe de la quête, publiant chaque mois les longues listes de souscriptions et faisant paraître d'éloquents appels. Une commission est chargée de la rédaction du texte de donation à inscrire sur les plaques commémoratives, dans l'école. Mais si les nurses envisagent ainsi de financer la construction d'une école neuve, la question de la construction d'un hôpital connexe reste en suspens. Il s'agit pourtant là d'une nécessité absolue dans l'esprit du nursing : les élèves doivent être formées dans un hôpital-école.
Anna Hamilton n'aura de cesse qu'elle n'ait trouvé les moyens de procéder à cette édification. La préoccupation dominante des nurses était que cette école ne soit jamais exposée à perdre son excellente organisation. Dans le but de préserver cette donation américaine d'une telle dérive, il est décidé qu'un comité permanent de nurses, comprenant une déléguée de chacune des trois grandes associations de nurses américaines, serve de "Conseil" à la direction de l'école Florence Nightingale. Ce comité fera des rapports annuels aux nurses sur la bonne marche et les progrès de cette institution chargée de commémorer, par une activité éclairée, le souvenir des nurses américaines mortes victimes de leur devoir. Une courte inscription au-dessus de l'entrée de l'école et une autre plus explicite à l'intérieur doivent indiquer le caractère de cette donation à tous ceux qui pénétreront dans cette école. Une condition expresse de cette donation est que ce bâtiment ne soit jamais détourné de son affectation initiale. D'un commun accord avec le Conseil d'administration, des  statuts  sont adoptés pour l'école, indiquant les grandes lignes de son activité.

### Construction  de l'internat de Bagatelle

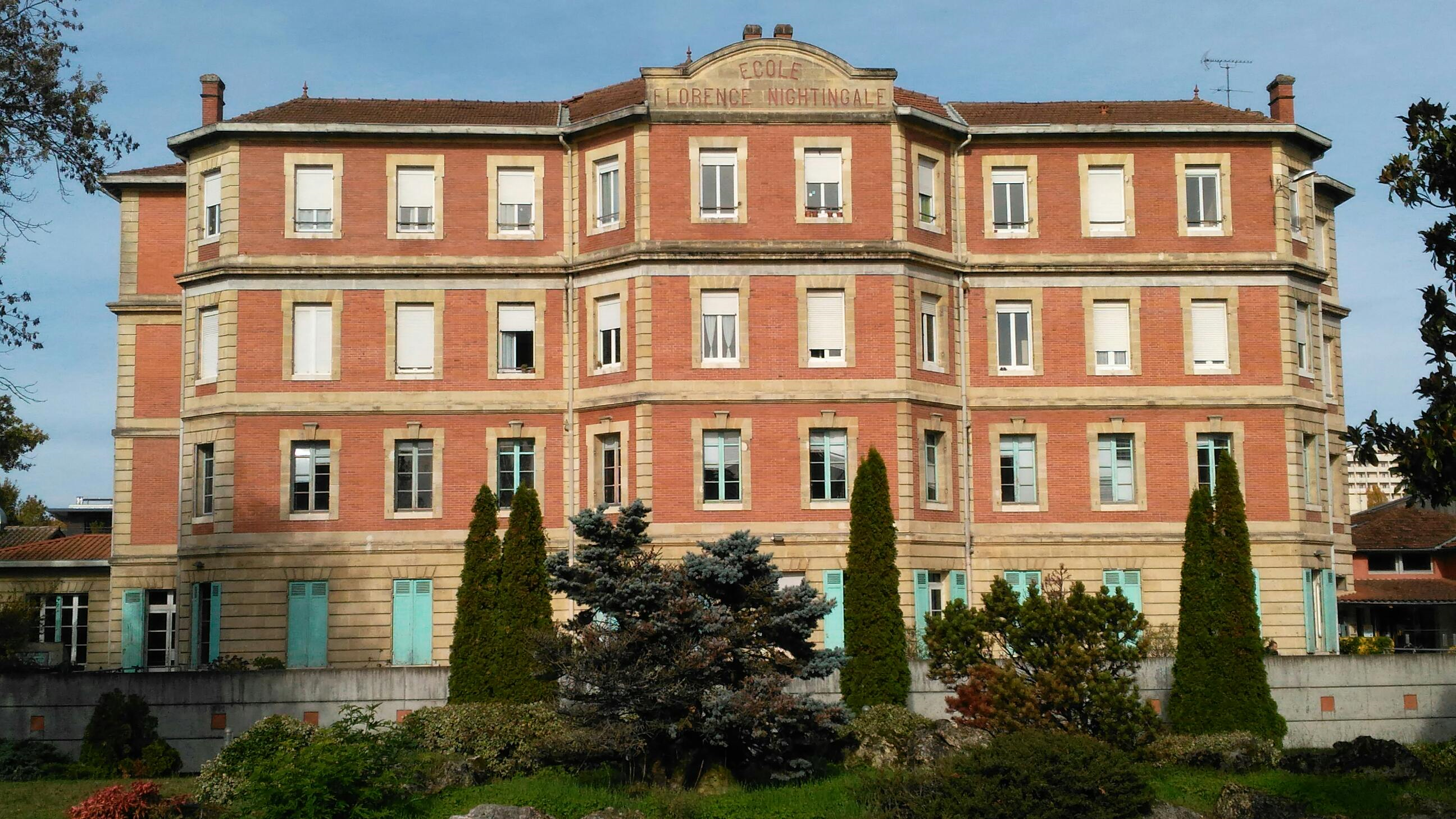
American Nurses Memorial - Façade sud

Le comité consultatif américain fonctionne régulièrement jusqu'après la guerre de 1939-45. Pour les membres de ce comité, pour les invitées étrangères et les anciennes élèves, un appartement « welcome » est réservé dans l'internat de l'école.

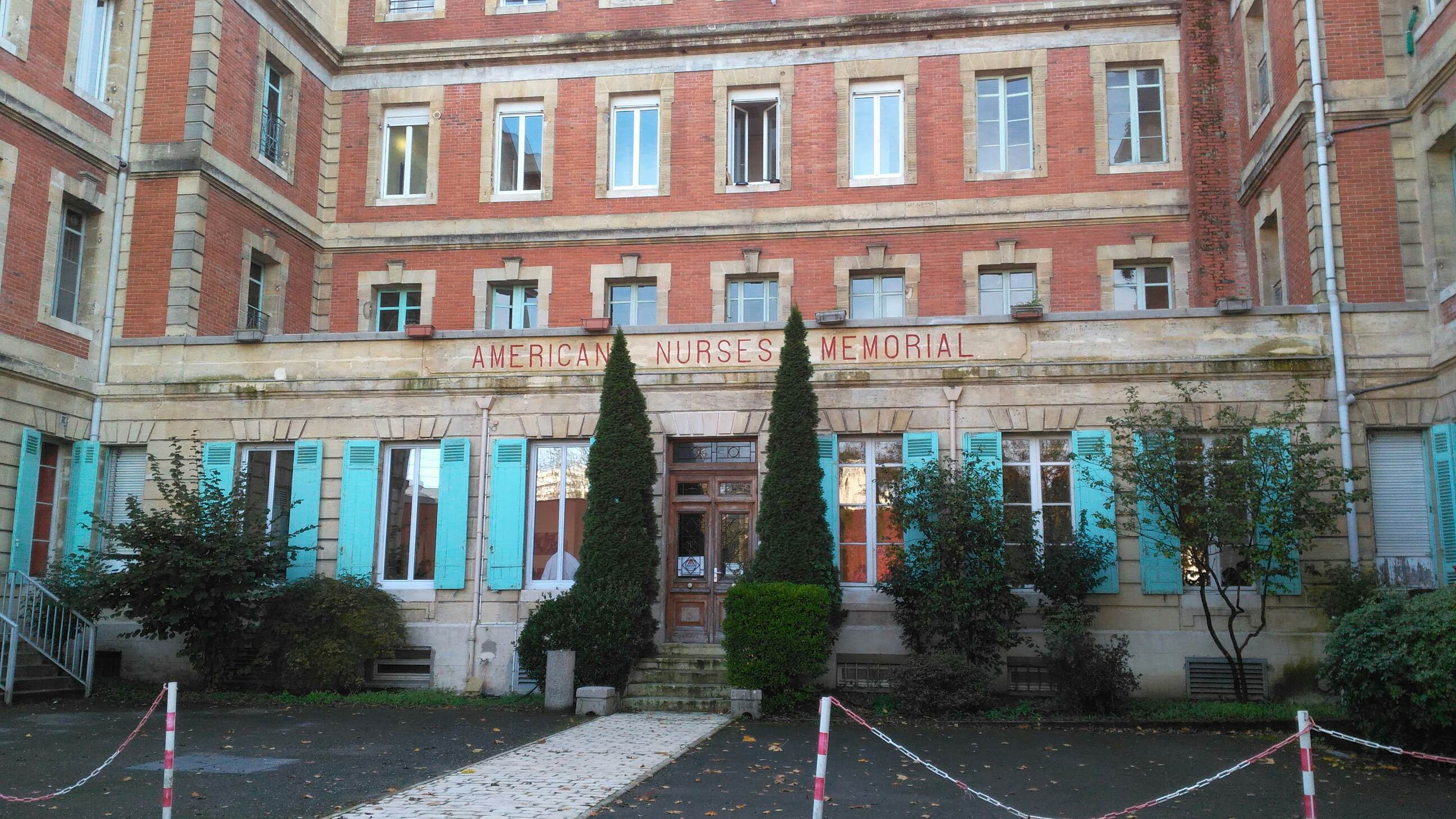
Façade nord

Les statuts sont adoptés le 5 juin 1921, jour de la pose de la première pierre de l'internat. Sur la photo représentant la cérémonie de la pose de la première pierre de l'internat, nous voyons sur le podium de droite à gauche : Mademoiselle Gardener, Monsieur le maire de Talence, Miss Helen Scott Hay, Monsieur le Préfet, Monsieur Faure, secrétaire général du  Conseil  d'administration  de  la  Maison  de Santé protestante de Bordeaux, qui lit la traduction française  du discours préparé  par Miss Clara Noyes, discours qui vient d'être prononcé en anglais par Miss Helen Scott Hay, directrice de la Croix-Rouge américaine, Monsieur Henri Cruse, président du Conseil d'administration de l'œuvre, l'Amiral Magruder, attaché naval américain en France, Mademoiselle Hamilton, qui est assise à côté de l'Amiral, Monsieur Jaeckel, consul des États-Unis. Devant le podium, nous pouvons voir Miss Evelyn Welker, les élèves infirmières de l'école Florence Nightingale, sept officiers et cinquante marins du destroyer « Childs 24 », le capitaine Wattel et cinquante soldats français, Monsieur Bac, l'architecte du mémorial de l'école. 1 200 personnes sont présentes à l'occasion de cette cérémonie.
Parmi les desiderata des nurses américaines pour l'école figurent un toit plat, de nombreuses salles de bains, des lavabos à eau courante dans chaque chambre, des chambrettes à un seul lit pour les élèves (assez petites pour qu'il ne soit jamais possible d'en mettre deux), une bibliothèque, une salle de cours théoriques et une salle de démonstrations pratiques ; une vaste salle de réception ; des salons pour la directrice, la sous-directrice et les cheftaines ; une cuisine pour l'enseignement pratique ; une infirmerie pour les élèves ; un garage à bicyclettes ; un passage souterrain pour communiquer avec l'hôpital, l'internat devant être complètement isolé de ce dernier. Les chambres doivent être peintes de teinte crème qui s'harmonise bien avec toutes les couleurs. Le chauffage central par radiateurs et l'éclairage électrique doivent être installés dans chaque chambre, enfin un tennis doit être aménagé dans le jardin des garde-malades. Des plans sont dressés, répondant à ce programme, mais le prix des matériaux de construction, de quatre à cinq fois plus élevé qu'avant la guerre, ne permet pas d'exécuter le projet tout entier. Dans un premier temps, il faut renoncer à bâtir l'aile ouest, représentant trente-deux chambres et coûtant deux cent cinquante mille francs en 1923. Des meubles américains sont acquis dès août 1919 dans les camps américains liquidant leur matériel, pour commencer l'ameublement de l'internat.
Du dehors, le bâtiment est imposant dans sa grande simplicité. Aucun ornement coûteux et inutile, une simple inscription American Nurses Memorial. Quelques marches conduisent dans le vaste couloir du rez-de-chaussée, sur lequel s'ouvrent le réfectoire, le hall-salon, la salle de cours et la bibliothèque. Ces pièces, reliées entre elles par des portes pliables, peuvent être transformées en une salle unique, de dimensions imposantes, à l'occasion de grandes réunions, de fêtes ou de conférences. Elles prennent jour sur le parc par de larges portes et fenêtres garnies de glaces sans tain. Que ces ouvertures soient en façade ou en angles, qu'elles surmontent une cheminée ou qu'elles garnissent une porte, elles présentent toutes une vue agréable sur la verdure des pelouses, des grands arbres, des massifs fleuris et des sous-bois. Le hall central, boisé d'acajou dans lequel s'incrustent fauteuils, divans, étagères, petits bahuts, donne une impression de confort, de fraîcheur, de repos.
Les élèves de l'entre-deux-guerres ont un internat moderne avec ses salles de cours, de démonstration, une bibliothèque, des salons, les salles à manger. Chaque élève dispose d'une chambre jouissant d'un confort moderne, ce qu'elle n'avait pas nécessairement dans sa famille. Les repas sont équilibrés, variés. Les élèves sont servies à table. Les tables sont recouvertes de nappes blanches brodées protégées par une épaisse glace. La vaisselle est en porcelaine de Limoges et les couverts en argent. Le garage à vélos permet de pratiquer ce sport et d'avoir de bons moments de détente au printemps et en été au bord de la mer.

## Entre les deux guerres

### Évolution de la profession d'infirmière

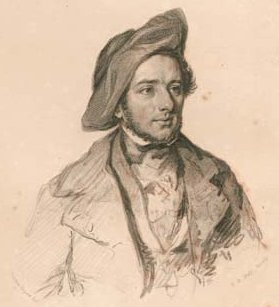
Alexis Soyer.

Après 1922, des diplômes d’État sanctionnent les études d'infirmière. Anna Hamilton polémique longuement avec Léonie Chaptal, instigatrice de ces nouveaux diplômes d’État, car elle aurait préféré une formation de garde-malade plutôt que d'infirmière. Toutefois, elle siège au Conseil de perfectionnement des écoles d'infirmières, qui réglemente les programmes d'études et l'attribution des diplômes. L’École Florence Nightingale et son programme d'études rédigé par Anna Hamilton servent de modèle pour l'ouverture de nouvelles écoles. L'école obtient une reconnaissance de l'État en 1923 ; elle est une des trois premières écoles françaises à l'obtenir. En janvier 1922 paraît La Dame à la lampe, bulletin de l’École Florence Nightingale, trait d'union entre les diplômées, tirée à 1 000 exemplaires. Elle s'arrête pour des raisons financières en décembre 1924, au numéro 36. Ce n'est qu'en 1928 qu'un nouveau bulletin reparaît, Le Bulletin trimestriel de l’École Florence Nightingale, qui devient en janvier 1933 Bagatelle.
Dans la MSP, l’École Alexis Soyer est ouverte en octobre 1929 pour préparer des économes hospitalières.
Au départ d'Anna Hamilton, la rémunération des services offerts par la MSP couvre ses frais de fonctionnement à 93 %. Les dons et subventions ne représentent plus que 7 % de son budget.
En juillet 1925, bien qu'invitée à la Conférence de l'ICN en Finlande, Anna Hamilton ne peut s'y rendre. Léonie Chaptal, présidente de l'Association nationale des infirmières diplômés de l'État français (Anidef), se fait élire comme représentante de la France à l'ICN.

### Fin de l'engagement d'Anna Hamilton et réalisations de ses élèves

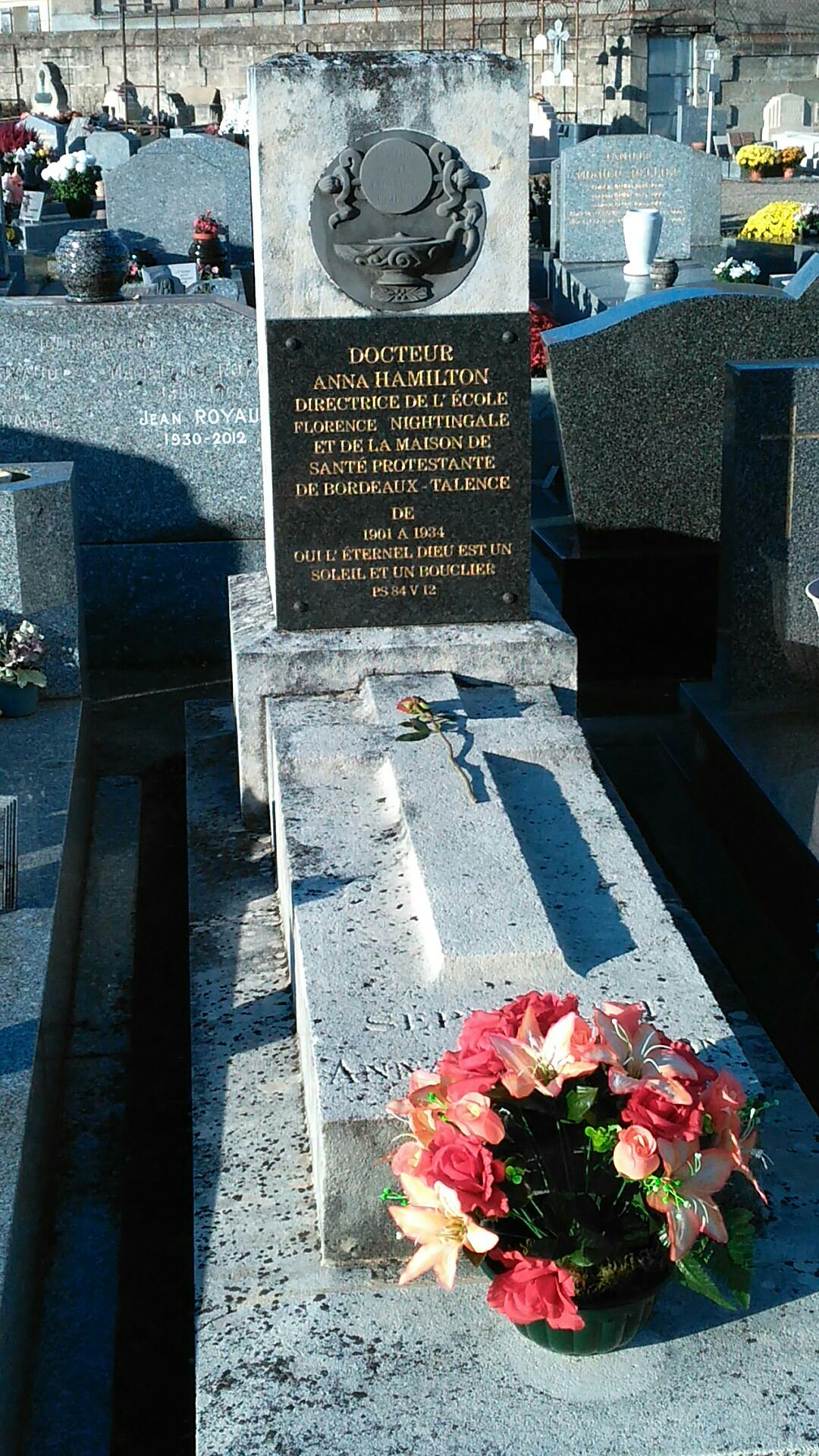
Cimetière de Talence - Tombe d'Anna Hamilton

En juin 1934, Anna Hamilton, atteinte d'un cancer, donne sa démission. Elle choisit Marguerite Fechner, diplômée de la MSPB, pour l'accompagner dans les derniers mois de sa vie. Une diplômée de la MSPB, Marguerite Cornet-Auquier (1887-1957), directrice de l'institution protestante La Montagne de Courbevoie, est nommée directrice le 5 juillet 1934. Anna Hamilton, retirée dans le domaine de Bagatelle, décède le 19 octobre.
Les réalisations de ses élèves l'ont remplie de joie. Eva Durrleman et Thérèse Matter fondent l'hôpital-école Ambroise-Paré à Lille, avec l'aide de leurs amies Alice Bianquis Escande et Madeleine Rives. Anna Hamilton s'y rend pour l'inauguration en 1923.
Le Comité américain pour les régions dévastées (Card) fonde l'Association d'hygiène sociale de l'Aisne (AHSA), avec Anna Hamilton au comité d'honneur, pour développer le service d'hygiène sociale dans la ville de Soissons et les villages de l'Aisne. L'AHSA emploie beaucoup de diplômées de la MSPB, dont Marcelle Monod et Élisabeth Rouffiac, qui la dirige de 1928 à 1945. D'autres diplômées de la MSP s'illustrent par les réalisations qu'elles promeuvent : Antoinette Hervey ouvre un service de soins à domicile dans le département de la Seine-Maritime qu'elle dirige pendant trente ans, Eveline et Madeleine Seltzer fondent l'association Chantoiseau à Briançon, qui existe encore aujourd'hui.

## Distinctions
En reconnaissance de ses travaux, elle est promue chevalier de la Légion d'honneur en 1930. Elle est officier de l'Instruction Publique et Médaille d'or de l'Assistance publique.

## Publications
- Considérations sur les infirmières des hôpitaux (Thèse de médecine), Montpellier, Hamelin frères, 1900, 335 p.
- Florence Nightingale ou la Dame à la lampe  (préf. André Lichtenberger, avec Mme Jules Forsans), Bordeaux, La Cause, 1933, 216 p. (présentation en ligne).
- Félix Regnault (préf. Anna Hamilton), Les Gardes malades congréganistes, mercenaires, amateurs, professionnelles, Paris, Éditions Vigot frères, 1901 (présentation en ligne).
- Avec Félix Regnault, « École hospitalière de gardes-malades de la Maison de santé protestante de Bordeaux », tiré à part, Les Gardes-Malades, 14 p.
- Anna Hamilton a écrit un journal jamais publié, Le Journal d'une jambe cassée, dont il existe plusieurs versions à la MSPB.

## Films
- 2021 : Florence Nightingale, la première des infirmières. Aurine Crémieu, France, 90 Min[34].